# 조천 만세운동
조천 만세운동은 3·1 운동의 일환으로 제주특별자치도 제주시 조천읍에서 1919년 3월 21일부터 3월 24일까지 네 차례에 걸쳐 있었던 독립 만세운동이다.

## 배경
3·1 운동 당시 서울의 많은 학생들이 동참하였고 조선총독부는 만세 시위 차단을 위해 중등학교 이상의 각급 학교에 휴교령을 내리고 학생들을 귀향 조치하였다. 이에 제주 출신의 유학생들도 귀향하게 되었다. 휘문고등학교에 재학중이던 김장환은 고향인 조천으로 돌아와 김시범 등 14명을 모으고 만세 시위를 계획하였다.

## 계획
김장환의 일가는 아버지 김시학을 비롯하여 당숙 김시범 등이 이미 항일 운동의 경력이 있었다. 김장환은 서울의 만세운동에 참여한 뒤 기미독립선언서를 품에 품고 귀향하였다. 김장환은 당숙 김시범과 김시은에게 독립선언서를 보여주며 만세운동을 진행하려는 뜻을 알렸다. 김시범은 의병 활동을 하였던 최익현의 제자 김희정의 문하생이었다. 이들 세 명은 김용찬, 고재륜, 김형배, 황진식, 김경희, 김필원, 김희수, 이문천, 박두규, 김년배 그리고 백응선을 규합하여 만세를 준비하였고 거사일은 조천의 명망 높은 유림 김시우의 기일인 3월 21일로 정하였다. 만세를 준비한 사람들은 태극기 그려 행사를 준비하였다.

## 만세운동
조천의 만세운동은 3월 21일에서 3월 24일까지 네 차례에 걸쳐 일어났다.

### 만세동산

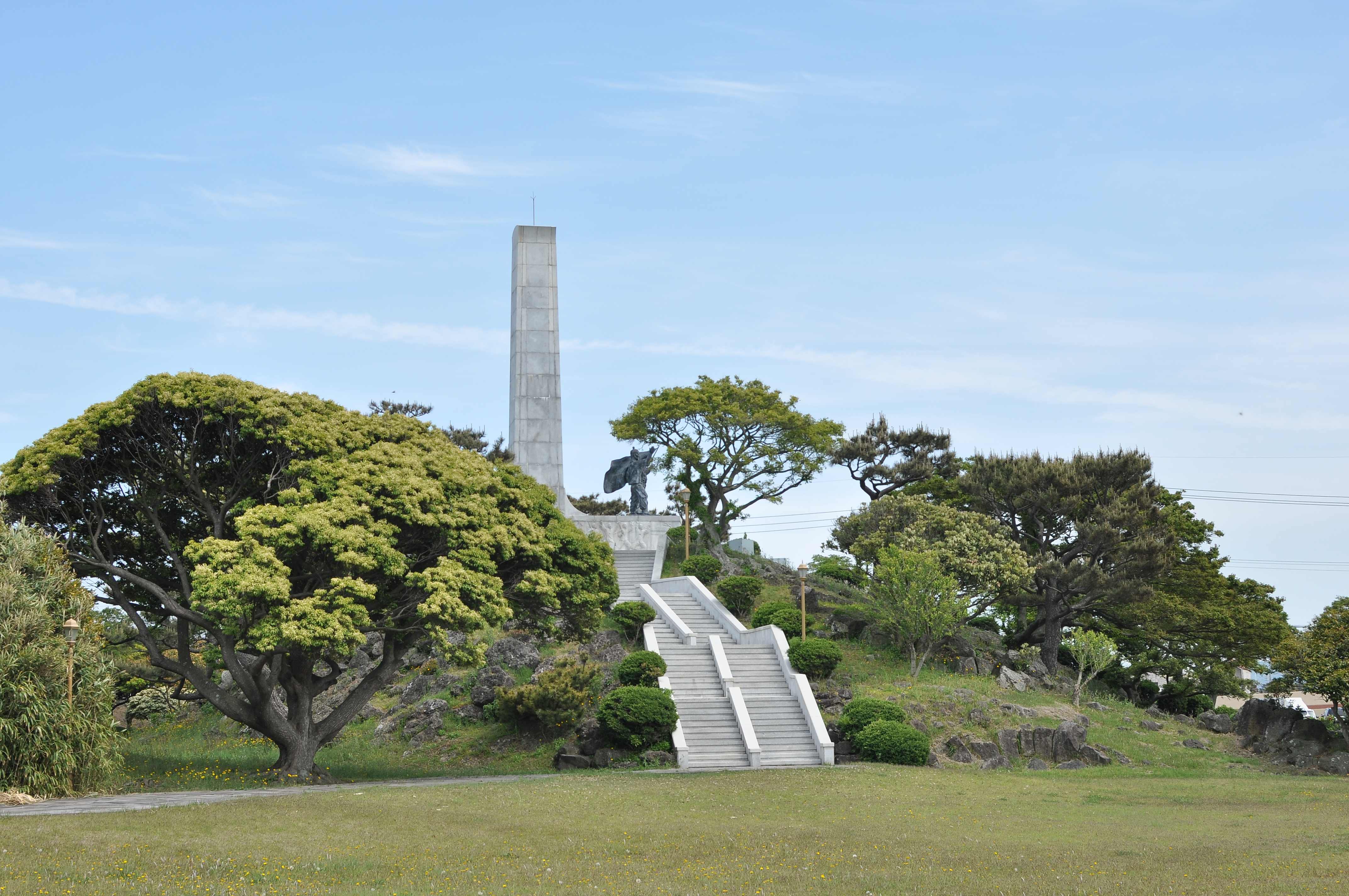
조천 만세동산

1차 시위는 유림 김시우의 기일에 맞추어 일어났다. 시위자들은 독립선언서를 낭독하고 태극기를 흔들며 만세를 불렀다. 14명의 주동자와 기일에 맞추어 제사에 참여하였던 150여 명의 유림이 태극기를 흔들었고 김필원은 혈서로 대한독립만세를 써 들었다. 대열이 미밋 동산으로 행진하자 인근 조천리, 신촌리, 함덕리의 5 - 6백 명이 합세하였다. 이 동산은 이후 만세동산으로 불리게 되었다. 이들은 시내까지 행진하려 하였으나 조천읍 신촌리에서 경찰과 충돌하였고 주동자들은 체포되었다.

### 후속 시위
다음 날인 3월 22일 백응선 박두규는 체포된 연행자의 석방을 주장하며 만세를 주도하였고 주민 2백여명이 합세하였다. 경찰은 백응선과 체포하고 시위를 해산시켰다. 사람들은 해산을 당한 뒤에도 23일과 24일 계속하여 만세 시위를 벌였으며 인원은 더욱 늘었다. 3월 24일은 조천읍의 장날이었고 시위자는 1천 5백여명에 달했다. 그러나 김연배 등 시위를 주도하던 4인이 체포되면서 만세운동은 소강 상태에 접어들게 되었다.

## 체포와 재판

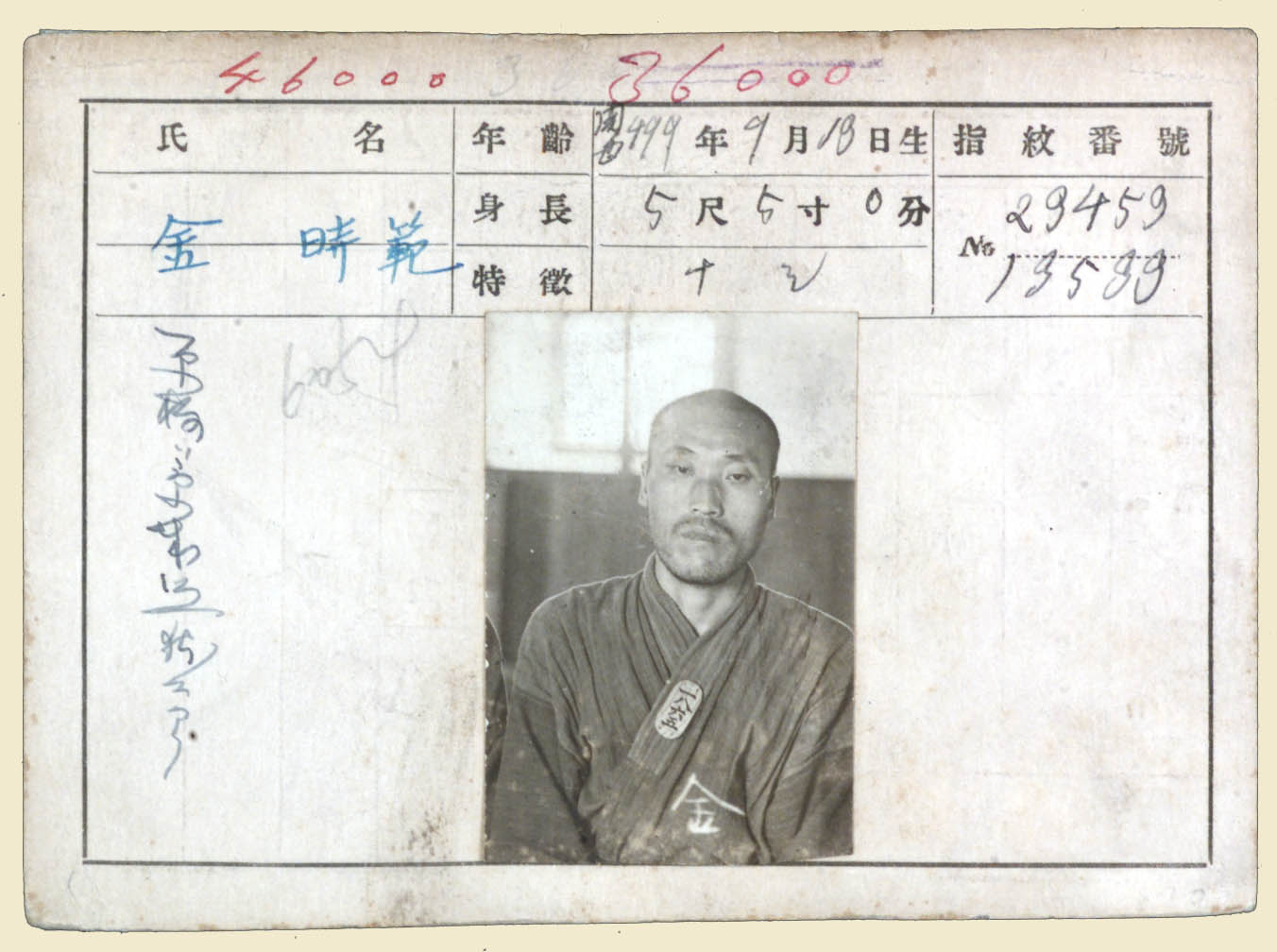
김시범의 수형 카드

만세 운동을 한 사람들 가운데 상당수가 경찰에 의해 체포되었고 시위를 계획한 14인을 포함하여 23인이 재판을 받았다. 1919년 4월 26일 조선총독부 광주지방법원 제주지청이 1심을 선고하였고 항소하자 5월29일 대구복심법원 형사제1부가 다음과 같이 확정 선고하였다.
| 성명                                                                   | 나이 | 직업   | 형량     |
| ---------------------------------------------------------------------- | ---- | ------ | -------- |
| 실형                                                                   |      |        |          |
| 김시범                                                                 | 30세 | 잡화상 | 징역 1년 |
| 김용걸                                                                 | 31세 | 잡화상 | 징역 6월 |
| 김형배                                                                 | 19세 | 농업   | 징역 6월 |
| 김장환                                                                 | 18세 | 학생   | 징역 1년 |
| 김필원                                                                 | 20세 | 농업   | 징역 8월 |
| 백응선                                                                 | 24세 | 과자상 | 징역 6월 |
| 박두규                                                                 | 23세 | 교사   | 징역 8월 |
| 김시은                                                                 | 30세 | 잡화상 | 징역 1년 |
| 고재륜                                                                 | 21세 | 농업   | 징역 6월 |
| 황진식                                                                 | 20세 | 잡화상 | 징역 1년 |
| 김경희                                                                 | 26세 | 농업   | 징역 6월 |
| 김희수                                                                 | 21세 | 농업   | 징역 8월 |
| 이문천                                                                 | 28세 | 잡화상 | 징역 8월 |
| 김년배                                                                 | 24세 | 농업   | 징역 1년 |
| 집행유예 3년(징역 6월)                                                 |      |        |          |
| 김동인, 한석화, 김시희, 김종호, 김형탁, 부병각, 한석영, 김백능, 한백흥 |      |        |          |

## 이후
조천 만세운동 뒤 서귀포에서도 만세운동이 있었다.
재판을 받고 징역을 산 사람들은 미밋동산 동지회라는 의미에서 동미회(同味會)를 구성하고 항일 운동을 계속하였다.
만세운동의 불씨를 당긴 김장환은 이후 제주에서 생활하다 부인과 사별 후 서울로 올라가 동아일보 기자를 하였다. 서울에서 평양 출신 여성과 재혼하고 평양으로 이사하였다가 해방을 맞았고, 남북이 분단되는 바람에 돌아오지 못하여 월북자로 기록되었다. 김시범은 1920년 만기 출소이후에도 동미회를 조직하여 항일 운동을 계속하였으며 야학 활동과 조천소비조합 운동을 하다 해방을 맞았으나 제주 4·3 사건에 휘말려 희생되었다.
조천 지역은 이후로도 항일 정서가 강하였으며 사회주의 영향을 많이 받았다. 해방뒤 제주인민위원회와 남로당제주도당 위원장을 역임한 안세훈도 조천 사람이었다. 이런 이유로 조천 만세운동을 주도한 사람들은 오랫동안 그 공로를 인정받지 못했다.

## 서훈
1983년 김시은이 대통령표창에 추서되었고 1990년에는 다시 애족장에 추서되었다. 1990년 고재륜 등 8명이 대통령표창에 추서되었고 백응선은 건국포장, 박두규는 애족장 등을 받았다. 그러나 김장환은 월북을 이유로, 김시범은 4·3 희생자라는 이유로 김용환은 행적이 불문명하다는 이유로 독립유공자 인정에서 제외되었다.

## 기념물
해방이후 미밋동산에 삼일정을 짓고 3·1운동독립기념비를 세웠다. 이후 미밋동산은 만세동산으로 불리며 삼일절 기념행사를 가졌다. 1988년 조천만세동산성역화사업추진회가 결성되었고 1990년 조천 출신의 재일동포 김봉각씨가 5억원을 기부하여 기념탑을 조성하였다. 1997년 8월 15일 제주항일기념관이 개장하였다.

만세운동 기념탑
애국선열 추모탑
항일기념관
만세운동 참가자의 묘비
만세운동 공적비

## 같이 보기
- 제주잠녀항쟁